# Stenogyne scrophularioides
Stenogyne scrophularioides är en kransblommig växtart som beskrevs av George Bentham. Stenogyne scrophularioides ingår i släktet Stenogyne och familjen kransblommiga växter. Inga underarter finns listade i Catalogue of Life.